# Jaime Pedro Gonçalves
Jaime Pedro Gonçalves (26 novembre 1936 – 6 aprile 2016) è stato un arcivescovo cattolico mozambicano, dal 4 giugno 1984 al 14 gennaio 2012 arcivescovo metropolita di Beira.
Ha, inoltre, ricoperto l'incarico di presidente della conferenza episcopale del Mozambico dal 1976 al 1986 e dal 2002 al 2006.

## Biografia

### Ministero episcopale
Nel 1990, ha svolto insieme ad Andrea Riccardi, Matteo Maria Zuppi e Mario Raffaelli il ruolo di mediatore nelle trattative tra il governo del Mozambico (all'epoca controllato dai socialisti del Fronte di Liberazione del Mozambico) e il partito di Resistência Nacional Moçambicana, impegnati sin dal 1975 in una guerra civile. La mediazione ha condotto il 4 ottobre 1992, dopo 27 mesi di trattative, alla firma degli Accordi di pace di Roma che hanno sancito la fine delle ostilità.

## Genealogia episcopale e successione apostolica
La genealogia episcopale è:
- Cardinale Scipione Rebiba
- Cardinale Giulio Antonio Santori
- Cardinale Girolamo Bernerio, O.P.
- Arcivescovo Galeazzo Sanvitale
- Cardinale Ludovico Ludovisi
- Cardinale Luigi Caetani
- Cardinale Ulderico Carpegna
- Cardinale Paluzzo Paluzzi Altieri degli Albertoni
- Papa Benedetto XIII
- Papa Benedetto XIV
- Papa Clemente XIII
- Cardinale Bernardino Giraud
- Cardinale Alessandro Mattei
- Cardinale Pietro Francesco Galleffi
- Cardinale Giacomo Filippo Fransoni
- Cardinale Carlo Sacconi
- Cardinale Edward Henry Howard
- Cardinale Mariano Rampolla del Tindaro
- Cardinale Rafael Merry del Val
- Arcivescovo Duarte Leopoldo e Silva
- Arcivescovo Paulo de Tarso Campos
- Cardinale Agnelo Rossi
- Vescovo Januário Machaze Nhangumbe
- Arcivescovo Jaime Pedro Gonçalves

La successione apostolica è:
- Vescovo Paulo Mandlate, S.S.S. (1976)
- Vescovo Francisco João Silota, M.Afr. (1988)
- Vescovo Manuel Chuanguira Machado (1994)
- Arcivescovo Francisco Chimoio, O.F.M.Cap. (2001)